# Siergiej Sawieljew
Siergiej Pietrowicz Sawieljew (ros. Сергей Петрович Савельев, ur. 26 lutego 1948 w Rajczichinsku, zm. 29 października 2005 w rejonie istrińskim) – rosyjski biegacz narciarski reprezentujący Związek Radziecki, dwukrotny medalista olimpijski oraz złoty medalista mistrzostw świata.

## Kariera
Specjalizował się w długich dystansach. Jego olimpijskim debiutem były igrzyska w Innsbrucku w 1976 r. Zdobył tam złoty medal w biegu na 30 km. Ponadto wraz z Jewgienijem Bielajewem, Nikołajem Bażukowem i Iwanem Garaninem wywalczył brązowy medal w sztafecie 4 × 10 km. Startował także na igrzyskach olimpijskich w Lake Placid w 1980 r. zajmując 5. miejsce w biegu na dystansie 50 km stylem klasycznym.
W 1978 r. startował na mistrzostwach świata w Lahti. Triumfował tam w biegu na 30 km stylem klasycznym, a wraz z kolegami z reprezentacji zajął czwarte miejsce w sztafecie. Reprezentanci ZSRR przegrali walkę o brązowy medal z Norwegami. Na tych samych mistrzostwach zajął także 23. miejsce w biegu na 50 km stylem klasycznym.
Osiem razy zdobywał tytuł mistrza Związku Radzieckiego, zwyciężając na dystansie 15 km (1977), 30 km (1976), 50 km (1973, 1976-77) oraz w sztafecie (1977, 1978 i 1979).

## Osiągnięcia

### Igrzyska olimpijskie
| Miejsce | Dzień     | Rok  | Miejscowość | Konkurencja             | Czas biegu | Strata   | Zwycięzca        |
| ------- | --------- | ---- | ----------- | ----------------------- | ---------- | -------- | ---------------- |
| 1.      | 5 lutego  | 1976 | Innsbruck   | 30 km stylem klasycznym | 1:30:29,38 | -        | -                |
| 3.      | 11 lutego | 1976 | Innsbruck   | Sztafeta 4 × 10 km      | 2:07:59,72 | +2:51,74 | Finlandia        |
| 21.     | 14 lutego | 1976 | Innsbruck   | 50 km stylem klasycznym | 2:46:01,36 | +8:31,31 | Ivar Formo       |
| 5.      | 23 lutego | 1980 | Lake Placid | 50 km stylem klasycznym | 2:27:24,60 | +3:51,22 | Nikołaj Zimiatow |

### Mistrzostwa świata
| Miejsce | Dzień     | Rok  | Miejscowość | Konkurencja             | Czas biegu | Strata   | Zwycięzca         |
| ------- | --------- | ---- | ----------- | ----------------------- | ---------- | -------- | ----------------- |
| 12.     | 19 lutego | 1974 | Falun       | 15 km stylem klasycznym | 41:39,09   | +1:01,52 | Magne Myrmo       |
| 1.      | 19 lutego | 1978 | Lahti       | 30 km stylem klasycznym | 1:32:56,00 | -        | -                 |
| 4.      | 23 lutego | 1978 | Lahti       | Sztafeta 4 × 10 km      | 2:05:17,63 | +2:38,91 | Szwecja           |
| 23.     | 26 lutego | 1978 | Lahti       | 50 km stylem klasycznym | 2:46:43,06 | -        | Sven-Åke Lundbäck |

### Puchar Świata
W sezonach 1973/1974 - 1980/1981 Puchar Świata rozgrywany był nieoficjalnie.

#### Miejsca w klasyfikacji generalnej
- sezon 1973/1974: ?
- sezon 1974/1975: 18.
- sezon 1975/1976: 13.
- sezon 1976/1977: 5.
- sezon 1977/1978: ?
- sezon 1978/1979: 21.
- sezon 1979/1980: 20.

#### Miejsca na podium
1. Innsbruck – 5 lutego 1976 (30 km) – 1. miejsce
2. Lahti – 7 marca 1976 (50 km) – 1. miejsce
3. Reit im Winkl – 15 stycznia 1977 (15 km) – 1. miejsce
4. Lahti – 27 lutego 1977 (50 km) – 1. miejsce
5. Lahti – 20 lutego 1978 (30 km) – 1. miejsce
6. Kawgołowo – 6 stycznia 1979 (15 km) – 3. miejsce
7. Lahti – 7 marca 1980 (15 km) – 3. miejsce